# Bottleneck (bedrijfskunde)
Met een bottleneck (Engels voor flessenhals) wordt in de bedrijfskundige benadering een knelpunt binnen een project of proces bedoeld.
Een bottleneck is een kritiek punt in een proces. Het is hetgeen wat een proces ophoudt of vertraagt en vergt daarom extra aandacht en attentie. Bottlenecks kunnen overal in een proces zitten. Het opheffen ervan is soms eenvoudig en soms moeilijk, daar is geen algemene uitspraak over te doen. Na het oplossen van een bottleneck in een bepaald proces ontstaat er vaak een nieuwe. Door bottlenecks op te lossen verbetert het proces, dit kan tijd en geld opleveren.
Er zijn twee soorten bottlenecks, BN (de capaciteit van het proces is kleiner of gelijk aan de behoefte van de markt, oftewel, een bepaalde machine of deel van het proces kan de vraag niet aan) en CNN (Capacity Constained Resource). 
bedrijven kunnen zichzelf vervolgens de vraag stellen, als er geen bottleneck in het proces zit, betekent dit dan dat er ook echt geen bottleneck is?
Het weghalen van bottlenecks noemt men debottlenecking. 
1. Identificeer de bottleneck
2. Benut deze op de best mogelijke manier
3. Maak de rest van de processtappen ondergeschikt aan de bottleneck
4. Hef de bottleneck op
5. Begin weer bij stap 1 (er is ALTIJD een bottleneck aanwezig!)